# Кундалевич, Ольга Петровна
Ольга Петровна Кундалевич — советский хозяйственный и государственный деятель, лауреат Государственной премии СССР за выдающиеся достижения в труде.

## Биография
Родилась в 1944 году в Браславском районе Витебской области. Член КПСС.
В 1964—1999 годах — ученица крутильщицы, крутильщица производственного объединения «Стекловолокно» Министерства промышленности строительных материалов Белорусской ССР в городе Полоцке Витебской области, работница отдела ГАИ Полоцкого ГОВД.
Удостоена нагрудного знака «Лучший наставник молодёжи». Выполнила объём работ, рассчитанный на одиннадцатую пятилетку, за 1 год и 10 месяцев.
За большой личный вклад в дело экономии сырьевых ресурсов и улучшения качества выпускаемой продукции была в составе коллектива удостоена Государственной премии СССР за выдающиеся достижения в труде 1983 года.
Почётный гражданин города Полоцка (1987).
Живёт в Браславе.

## Награды
- Орден Трудового Красного Знамени
- Орден Трудовой Славы III степени